# 20444 Мамессер
20444 Мамессер (20444 Mamesser) — астероїд головного поясу, відкритий 10 травня 1999 року.
Тіссеранів параметр щодо Юпітера — 3,585.